# Bulgarien i olympiska vinterspelen 2014
Bulgarien deltog med 18 deltagare vid de olympiska vinterspelen 2014 i Sotji. Ingen av landets deltagare erövrade någon medalj.